# Аспасія Папатанасіу
Аспасія Папатана́сіу (за чорловіком — Мавроматі; грец. Ασπασία Παπαθανασίου; нар. 20 жовтня 1918, Амфіса — 8 червня 2020) — грецька актриса, виконавиця ролей в грецьких трагедіях, педагог.

## Біографія
Народилася 20 жовтня 1918 року в місті Амфіса в сім'ї викладача гімназії. В 1940 році закінчила театральну школу афінського Національного театру (учениця Д. Рондіріса). Дебютувала на сцені театру М. Котопулі (Афіни).
В роки Другої світової війни учасниця Руху Опору. В післявоєнні роки увійшла до складу трупи «Об'єднані артисти», де у 1945—1946 роках грала Льошку («Далека дорога» Арбузова), Ониську («Навала» Леонова) та інше. В умовах реакційного режиму виступала на сцені з великими перервами; У 1953—1954 роках грала в трупі М. Катракіса, з 1957 року — в Пірейському театрі (керівник Д. Рондіріс). Гастролювала майже у всіх країнах Європи, в США, а також в СРСР у 1963—1964 і 1967, 1974 роках у театрах Москви, Ленінграда, Тбілісі, Києва (роль Антігони в однойменній трагедії Софокла).
В роки диктатури «чорних полковників» в еміграції. В кінці 1960-х — початку 1970-х років створила Театр одного актора, в якому виконувала сцени з трагедій Софокла, Евріпіда (гастролювала в СРСР, Великій Британії, Нідерландах, Італії та інших країнах).
У 1974 році повернулася на батьківщину. У 1975 році разом з чоловіком К. Мавроматі і іншими організувала в Афінах духовно-культурний центр «Десмі», де ставила грецькі трагедії і комедії, а також твори грецького і світового репертуару. У 1991 році очолила заснований при «Десмі» Центр дослідження і практичного застосування грецької драми (директор до 2000 року). У 1980-х — на початку 2000-х років співпрацювала з різними театрами Греції та інших країн, багато гастролювала. З 1980-х років вела викладацьку роботу.
Померла 8 червня 2020 року.

## Ролі
Виконувала ролі:
- Електри, Іокасти («Електра», «Едіп-тиран» Софокла);
- Медеї, Іфігенії («Медея», «Іфігенія в Тавриді» Евріпіда);
- Атосси і Клітемнестри («Перси», «Хоефори» та «Евменіди» Есхіла).